# Zaitunia psammodroma
Espèce
Zaitunia psammodroma est une espèce d'araignées aranéomorphes de la famille des Filistatidae.

## Distribution
Cette espèce est endémique de la province de Lebap en Turkménistan,.

## Description
Le mâle holotype mesure 3,37 mm.

## Publication originale
- Zonstein & Marusik, 2016 : A revision of the spider genus Zaitunia (Araneae, Filistatidae). European Journal of Taxonomy, vol. 214, p. 1-97 (texte intégral).